# Кусков Іван Сергійович
Кусков Іван Сергійович(рос. Кусков Иван Сергеевич; 1927, Москва — 1997, Москва) — російський художник книги, художник-графік 20 століття.

## Життєпис
Походить з родини дитячого лікаря — Сергія Кускова. Коли у нього дорослого народився син, назвав його на честь діда Сергієм. (Кусков Сергій Іванович (1957—2008) стане мистецтвознавцем, що збереже оригінали малюнків батька і передасть їх разом з архівом митця до музею при Московській середній художній школі.)
Художнє обдарування хлопця виявилось рано, ще в дитинстві почав малювати ілюстрації до прочитаних книжок. Читанням пригодницької літератури захоплювався усе життя. Хлопця направили на навчання в ізостудію, а потім в Московську середню художню школу (МСХШ), щойно відкриту в столиці СРСР. Разом зі школою був евакуйований в Башкірію в роки 2-ї світової війни. МСХШ закінчив у 1946 році. З 1947 року — студент Художнього інституту імені Василя Івановича Сурикова, де навчався до 1952 року, графічний факультет (майстерня Дегтярьова Б. О. та Доброва М. О.)
Віртуозна манера малювання з ретельно проробленими деталями обумовила прізвисько «Дюрер», яке дала студентська молодь молодому Івану Кускову. Став художником-графіком, працював в багатьох московських видавництвах. В творчому доробку художника — понад сто ілюстрованих художником книжок, переважно пригодницької тематики 19 століття. Часто робив нові варіанти до нових видань. Серед літераторів, до яких були створені малюнки художника -
- Едгар По
- Шарль Де Костер
- Фенімор Купер
- Чарльз Діккенс
- Мігель Сервантес
- Василь Ян
- Аркадій Фідлер
- Райнер Хаггард
- Джонатан Свіфт
- Зинаїда Шишова
- Олександр Дюма

Невдоволення радянською дійсністю і перебування в богемно-андеграундному оточенні сприяло побутовому пияцтву художника. В роки перебудови випитий фальсифікований спиртовий напій привів старого митця до сліпоти у1987 році. Останні роки життя художник був сліпим інвалідом, прикутим до ліжка.